# Dorfkirche Krupy
Die Dorfkirche in Krupy (deutsch Grupenhagen) ist eine von acht Fachwerkkirchen in der hinterpommerschen Region Sławno (Schlawe) aus dem 16. Jahrhundert, deren Turm allerdings bereits um 1400 entstand.

## Geographische Lage
Das Dorf Krupy  mit der historischen Kirche liegt in Hinterpommern, etwa acht Kilometer nordöstlich der Stadt Darłowo  (Rügenwalde) im Kreis Sławno der polnischen Woiwodschaft Westpommern. 

## Baubeschreibung/-geschichte

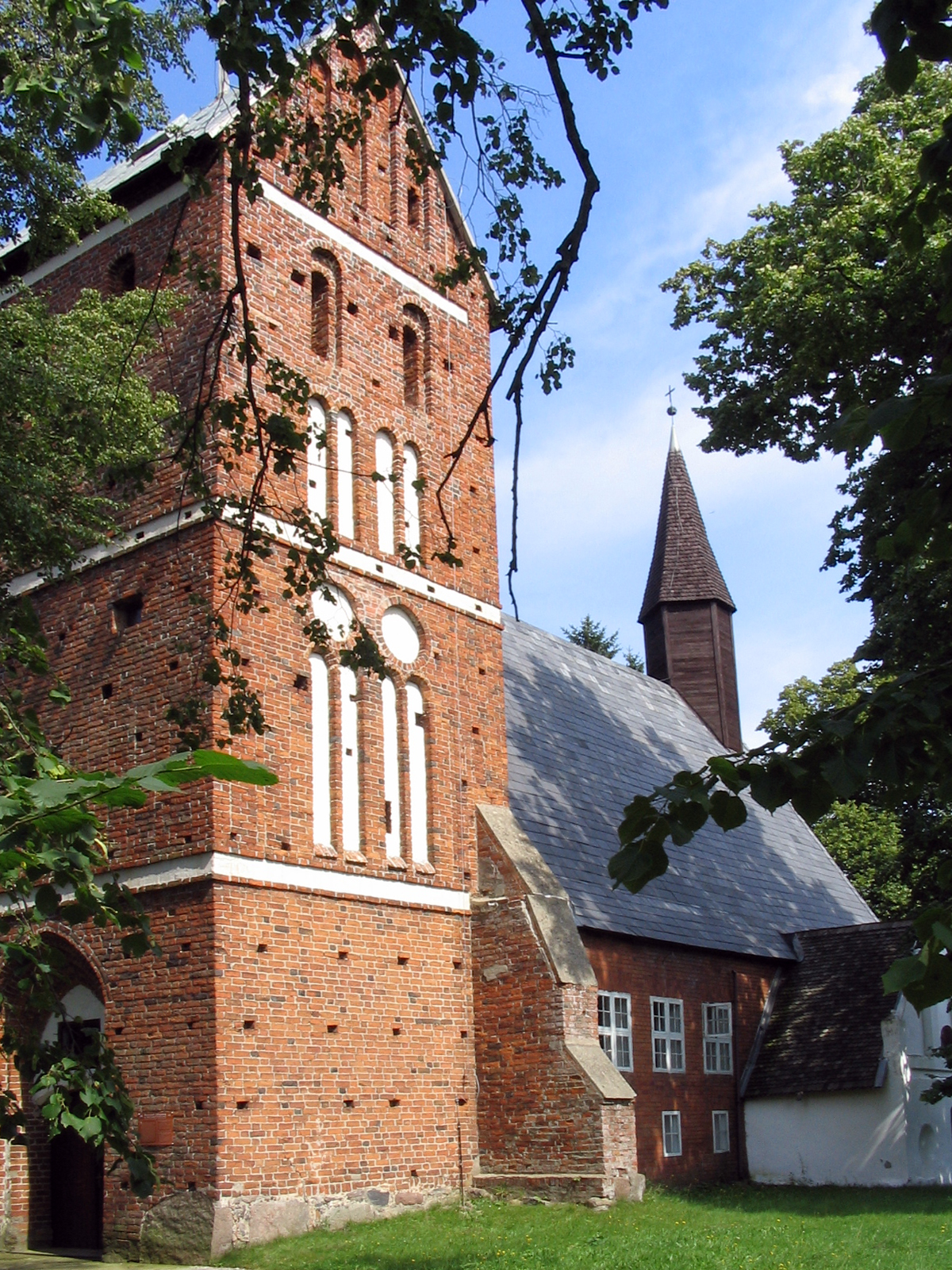
Historische Dorfkirche mit einem aus Back- und Feldsteinen gemauerten Turm aus der Zeit um 1400. Das Kirchenschiff ist ein mit Ziegelsteinen verkleideter Fachwerkbau.

Das Langhaus der Kirche in Krupy, errichtet aus ziegelverkleidetem Fachwerk, stammt aus der Zeit um 1570. Damals hatte der Bau einen Dachreiter auf der Ostseite. Der dreiseitige Chor wurde erst später massiv aufgeführt.
Der aus Back- und Feldsteinen erbaute Turm aus der Zeit um 1400 enthält im Westportal eine hohe geputzte Spitzbogenblende.
Das Kircheninnere überspannt eine flache Holzdecke, die man in der ersten Hälfte des 18. Jahrhunderts mit fortlaufendem Rankenwerk in Weiß und Grau bemalte.
Der Altar mit Knorpelwerk stammt aus dem Jahre 1679. Sein ovales Mittelbild, das von gebogenem, auf zwei gewundenen Säulen aufliegendem Gebälk umrahmt ist, zeigt den die Kelter tretenden Christus. Dieses ist ein – durch den Pietismus neubelebtes – mittelalterliches Thema: der Auferstandene mit der Siegesfahne steht bis über die Füße in gekeltertem Traubensaft und tritt die Kelter, unter der Totengerippe liegen. Von Christus geht in zahlreichen Strahlen Blut aus auf die Menschenmenge. Vorne links im Bild Adam und Eva, ferner ein gekröntes Haupt – Menschen also, die von Anbeginn bis in die Gegenwart hinein herbeieilen, um an der Segenskraft des Blutes Christi teilzuhaben. Ein breites Band läuft unter den Gerippen entlang und enthält das verkürzte Wort aus Jesaja 63 Vers 3: Ich trete die Kelter allein und ist niemand unter den Völkern mit mir. Darum ist ihr Vermögen auf mein Gewand gespritzt. Die Bekrönung bildet ein Engel zwischen zwei Segmentbögen. Auf der Altarrückseite befinden sich die Namen von Spendern, die zur Beschaffung des Altares beigetragen haben.
An der Südwand der Kirche befindet sich eine fast lebensgroße spätgotische Kreuzigungsgruppe aus dem beginnenden 15. Jahrhundert. Sie dürfte aus der Vorgängerkirche stammen.
Die Kanzel aus dem Jahre 1665 ruht auf einer Mosefigur und nennt den Namen des Künstlers: Johann Edlewer, von dem auch der Altar in der Kirche zu Mützenow (heute polnisch: Możdżanowo) in der Region Stolp (Słupsk) aus dem gleichen Jahr stammt.
Das Gesamtbild der Ausstattung und die bunte Decke fügen sich harmonisch zusammen.
Die Grupenhagener Kirche war seit der Reformation evangelisches Gotteshaus. Nachdem Hinterpommern nach dem Zweiten Weltkrieg unter polnische Verwaltung gestellt worden war, wurde das Kirchengebäudes zugunsten der Katholischen Kirche in Polen beschlagnahmt. Am 2. Februar 1946 erhielt die Kirche eine neue Weihe und trägt seither den Namen Kościół Matki Boskiej Ostrobramskiej. War sie ehemals evangelische Pfarrkirche für das Kirchspiel Grupenhagen, so ist sie heute katholische Filialkirche der Pfarrei Stary Jarosław (Alt Järshagen), deren Geistliche nun die Gemeinde betreuen.

## Kirchengemeinde

### Kirchspiel
Bis 1945 war die überwiegende Mehrheit der Grupenhagener Bevölkerung evangelisch. 15 Geistliche taten hier seit der Reformation ihren Dienst. 1611 fand im Kirchspiel Grupenhagen, in das die Dörfer Sellen (heute polnisch: Zielnowo) und Schöningswalde (Sińczyca) eingepfarrt waren, gemäß Pommerscher Kirchenordnung eine Kirchenvisitation statt, die der Stettiner Generalsuperintendent Jakob Faber vornahm. Grupenhagen gehörte zur Synode Rügenwalde in der Kirchenprovinz Pommern der späteren Kirche der Altpreußischen Union. 1940 zählte das Kirchspiel 827 Gemeindeglieder, wobei dem Pfarrer in den Kriegsjahren außerdem Alt Järshagen zur Mitversorgung aufgetragen war.
Seit 1945 leben in Krupy mehrheitlich katholische Einwohner. Die Kirche wird seit 1946 für Heilige Messen genutzt. Im Jahre 1974 errichtete man die Pfarrei Stary Jarosław (Alt Järshagen) mit den beiden Filialkirchen Kowalewice (Alt Kugelwitz) und Krupy. Die Pfarrgemeinde gehört zum Dekanat Darłowo im Bistum Köslin-Kolberg. Hier lebende evangelische Kirchenglieder sind dem Kirchspiel Koszalin (Köslin) in der Diözese Pommern-Großpolen der Evangelisch-Augsburgischen Kirche in Polen zugeordnet.

### Pfarrer
Aus vorreformatorischer Zeit ist der Name des Pfarrers Nicolaus Boltenhagen (um 1410) bekannt.
Seit der Reformation amtierten in Grupenhagen:
1. Ambrosius Spliet, 1552–1560
2. Laurentius Gehrdt, 1560–1562
3. Petrus Schulz, 1563–1595
4. Nikolaus Krause (Kroß, Kroes), 1596–1656
5. Petrus Ratke, 1656–1685
6. Ernst Hille, 1685–1707
7. Joachim Pauli, 1707–1754
8. Georg Wilhelm Löper, 1744–1754
9. Friedrich Sagebaum, 1755–1798
10. Carl Ludwig Arnold, 1798–1812
11. Johann Christian Klütz, 1812–1828
12. Karl Christian Koch, 1829–1837
13. Johann Gottfried Ernst Sauer, 1837–1877
14. Erdmann Friedrich Christoph Heberlein, 1879–1909
15. Johannes Gottfried Wilhelm Heberlein (Sohn von 14.), 1909–1945

Die jetzigen Geistlichen der katholischen Kirche haben ihren Sitz nicht mehr in Krupy, sondern in Stary Jarosław.

## Anfahrtsmöglichkeiten
Die Kirche liegt an der Woiwodschaftsstraße 205, die von Sławno (Schlawe, 15 km) nach Darłowo (Rügenwalde, 8 km) führt. Die nächste Bahnstation ist Sińczyca (Schöningswalde, 4 km) an der PKP-Linie 418 von Korzybie (Zollbrück) über Sławno nach Darłowo.